# Ultima Cena

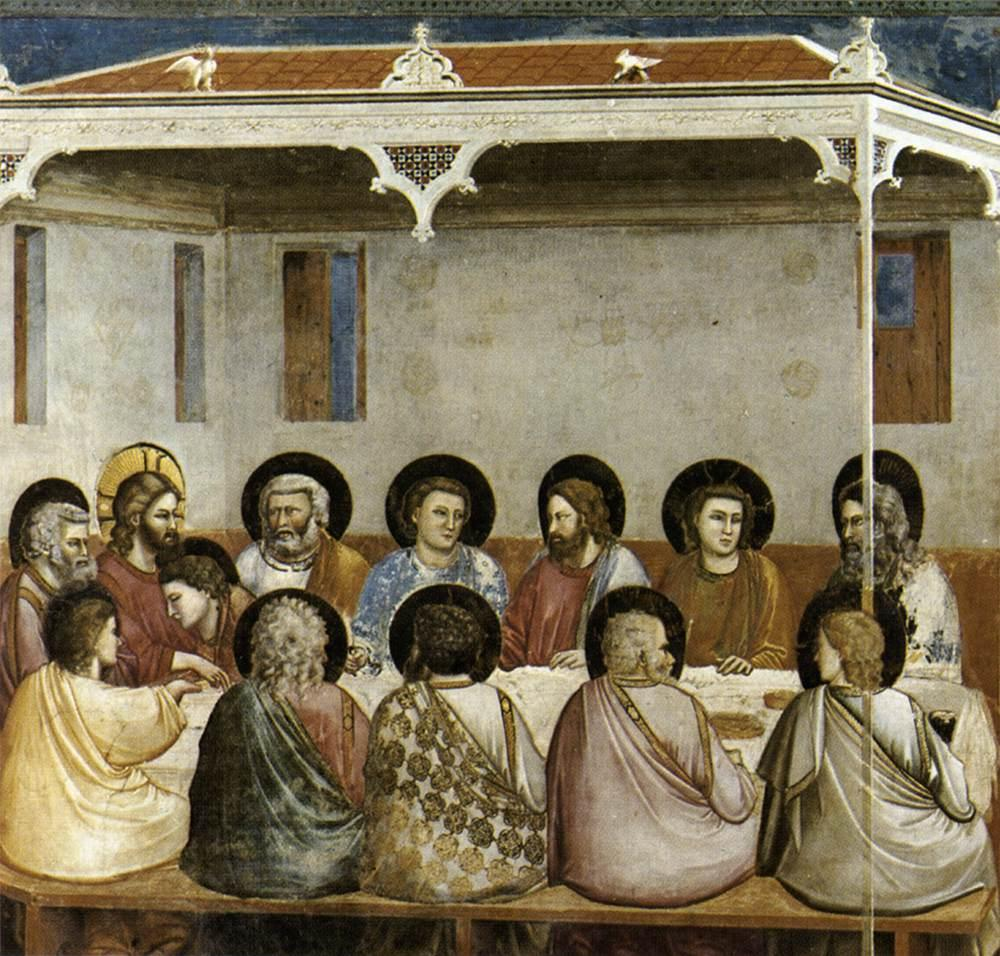
Ultima Cena di Giotto (Cappella degli Scrovegni, Padova)

L'Ultima Cena è, secondo il Nuovo Testamento, l'ultimo pasto che Gesù fece con gli apostoli prima della Crocifissione, durante la Pasqua ebraica nel luogo detto del Cenacolo.

## Il Nuovo Testamento
Raccontano l'ultima cena di Gesù i quattro vangeli contenuti nel Nuovo Testamento:
- Matteo 26,20-30[1]
- Marco 14,17-26[2]
- Luca 22,14-39[3]
- Giovanni 13,1-20[4].

L'istituzione dell'eucaristia in particolare è citata anche da Paolo di Tarso nella Prima Lettera ai Corinzi 11,23-26.
Quest'ultimo testo è considerato normalmente più antico dei precedenti in quanto risale circa all'anno 59.

### Ubicazione del cenacolo
Secondo quanto dicono i vangeli sinottici, il giovedì mattina i discepoli si presentarono a Gesù e gli chiesero in quale luogo egli volesse celebrare la Pasqua ebraica. Gesù mandò due discepoli (Luca specifica Pietro e Giovanni) in città dicendo loro che avrebbero incontrato lungo la via un uomo con una brocca d'acqua, diretto verso la casa del suo padrone. I due avrebbero dovuto seguirlo e chiedere al padrone di casa se era possibile per Gesù celebrare la Pasqua nella sua dimora.
Il segno dato ai due apostoli era abbastanza singolare, essendo infatti l'ufficio di attingere l'acqua riservato ordinariamente alle donne. Diverse le ipotesi riguardo al proprietario della casa, senza dubbio un simpatizzante di Gesù. L'opinione meglio accreditata è quella che vede nel padrone del cenacolo il padre, o comunque qualche parente, di Marco, il futuro evangelista (ritenuto da certa tradizione come il giovinetto fuggito nudo durante l'arresto di Gesù).
Verso il 530 l'arcidiacono Teodosio infatti, descrivendo la sua visita a Gerusalemme, parlando della chiesa della Sancta Sion, ritenuta come il luogo dell'ultima cena, afferma: Ipsa fuit domus sancti Marci evangelistae ("Questa fu la casa di San Marco evangelista"). Questa affermazione doveva senza dubbio fondarsi su un dato molto antico essendovi inoltre una seconda testimonianza, quella del monaco cipriota Alessandro, che descrive la chiesa della Sancta Sion come dimora di Maria, madre di Marco.

### "Uno di voi mi tradirà"

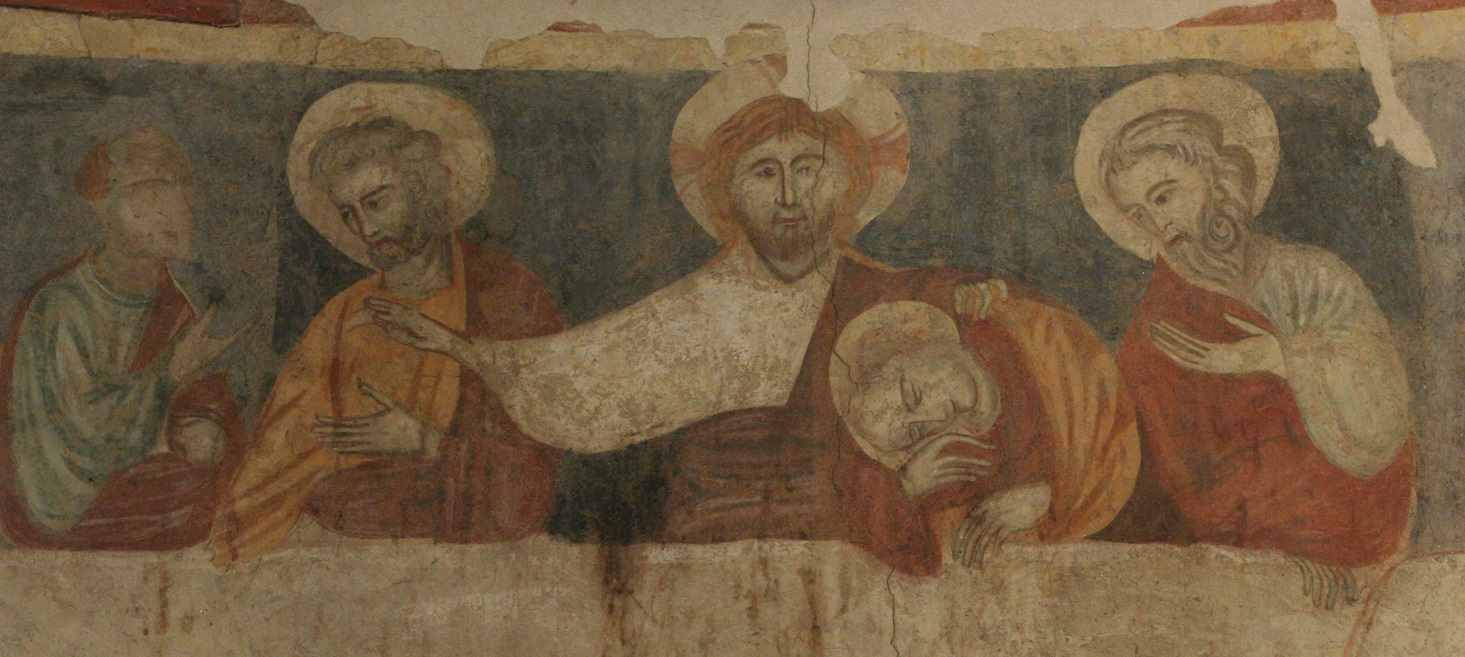
Ultima cena - Rivolta d'Adda - Basilica Sigismondo (re dei Burgundi) - dipinto absidale secolo XIII

Terminata la lavanda dei piedi, riportata dal solo Vangelo secondo Giovanni, Gesù riprese posto a tavola. Egli occupava senza dubbio il posto più onorifico e gli apostoli avevano dibattuto su chi dovesse sedersi nel posto più vicino a lui. Essendo la tavola a semicerchio, secondo una moda dell'epoca, i divani erano disposti radialmente all'esterno del semicerchio. Gesù occupava dunque il posto centrale al vertice del semicerchio e, a quanto dicono i vangeli, Pietro, Giovanni e Giuda Iscariota erano i commensali più vicini a lui. Alla destra di Gesù stava Pietro, alla sinistra Giovanni, che poteva così appoggiare la testa sul petto del maestro e a fianco di Giovanni stava Giuda, abbastanza vicino a Gesù.
Mentre gli apostoli continuavano la cena, Gesù rivelò che uno di loro l'avrebbe presto tradito. I discepoli, entrati in confusione, chiesero al maestro chi di loro fosse il traditore e per ultimo Giovanni, su consiglio di Pietro, avvicinatosi a lui, gli chiese di mostrarglielo. Ai tempi in cui viveva Gesù si era soliti mettere sul tavolo alcuni vassoi comuni nei quali si intinge il pane o le erbe amare. Gesù, secondo il Vangelo di Giovanni, intinse dunque un boccone di pane e lo porse a Giuda Iscariota dicendo: «Quello che devi fare, fallo presto»; nessuno dei commensali comprese però il significato di tale gesto e Giuda ebbe dunque la possibilità di alzarsi e di andare via. I vangeli di Marco e di Matteo, diversamente da quello di Giovanni, riportano invece che Giuda Iscariota fu identificato come il traditore perché intinse contemporaneamente a Gesù la mano nel piatto e - in merito al momento di tale identificazione - sempre secondo Marco e Matteo questa avvenne prima che Gesù istituisse l'eucaristia, a differenza di Luca che la pone successivamente a questa istituzione. 
Il Vangelo secondo Giovanni, si discosta dai vangeli sinottici anche in merito a quando Satana sarebbe entrato in Giuda Iscariota: Giovanni riporta, infatti, che Satana entrò in Giuda proprio durante l'Ultima cena, appena quest'ultimo prese il boccone che Gesù gli aveva offerto, mentre invece, secondo il Vangelo di Luca, Satana sarebbe entrato in Giuda già qualche giorno prima dell'Ultima cena.

### L'istituzione eucaristica
Mentre la cena continuava, Gesù, improvvisamente, prese del pane e, dopo aver pronunziato la preghiera di benedizione, lo spezzò e dandolo ai discepoli disse: "Prendete e mangiate. Questo è il mio corpo che è dato per voi; fate questo in memoria di me"..

La Convito in casa di Levi di Paolo Veronese, Venezia, Gallerie dell'Accademia: in origine era anch'essa unUltima Cena, ma il soggetto fu cambiato in seguito a una denuncia all'Inquisizione, che riteneva che il quadro si discostasse eccessivamente dalle rappresentazioni tradizionali dell'episodio evangelico. Cristo è la figura al centro, sotto al secondo portico

«Poco dopo prese un calice colmo di vino e dopo averlo benedetto allo stesso modo disse: "Bevetene tutti, perché questo è il mio sangue dell'alleanza, versato per molti, in remissione dei peccati."»
Gli apostoli rammentarono l'avvenimento nelle prime comunità cristiane, tanto che San Paolo, nella sua lettere ai Corinzi, presentò l'eucaristia come un rito nel quale il fedele mangiava e beveva davvero il corpo e il sangue di Gesù. Quel gesto, secondo l'apostolo, sarebbe inoltre un collegamento fra l'ultima cena e la successiva passione, essendo in entrambi i momenti il suo corpo donato e il sangue versato.
Giovanni è l'unico a tacere sull'avvenimento, concentrandosi principalmente sulla lavanda dei piedi e sugli ultimi insegnamenti di Gesù ma vi è un precedente riferimento all'istituzione eucaristica nel capitolo 6 e precisamente nella frase, pronunciata da Gesù: "Io sono il pane della vita; chi viene a me non avrà più fame e chi crede in me non avrà più sete".
Si è discusso a lungo se Giuda abbia partecipato o no all'eucaristia, i vangeli di Matteo e Marco infatti inseriscono la rivelazione del suo tradimento (e di conseguenza la sua uscita dal cenacolo) prima dell'istituzione eucaristica mentre Luca la inserisce dopo. Giovanni non parla dell'eucaristia e dunque non venne preso in esame. Alcuni padri della Chiesa credettero che Giuda fosse presente al convito mentre altri lo negarono. Essendo i vangeli, unica fonte storica sulla vita di Gesù, discordanti riguardo alla cronologia degli avvenimenti, la questione non potrà mai avere soluzione.
Fu oggetto di dibattito anche la ricerca delle origini di tale rito eucaristico, essendo infatti da alcuni creduto tale racconto come un'interpolazione successiva, inserita su influenza di Paolo. Si pensò dunque ai primitivi riti di totemismo e di teofagia e più accuratamente s'investigarono i riti di Iside e Osiride, di Dioniso e soprattutto del dio Mitra. Gli antichi romani credevano che l'eucaristia fosse un atto di antropofagia, poiché i cristiani dicevano di mangiare il corpo di Cristo e berne il suo sangue e usarono questo rituale come motivo di persecuzione.

L'eucaristia è la ripetizione del gesto che Gesù compie, di offerta del pane e del vino come simbolo di offerta del proprio corpo e sangue, così come descritta nei vangeli (es. Marco, 14, 22). Considerando la natura umana di Gesù (egli è un Ebreo dotto nella Palestina romana) e il contesto specifico (la cena di Pesach per gli Ebrei del tempo), è ragionevole cercare la base interpretativa di questo gesto, nelle norme ebraiche definite nella Tanakh, in particolare nella Torah (dall'Ebraico "legge", l'equivalente del Pentateuco della Bibbia cristiana) il terzo libro Vaiyikra (il Libro del Levitico della Bibbia cristiana), che stabilisce le norme ed i rituali per i diversi tipi di sacrificio che gli Ebrei del tempo erano chiamati a compiere.
Gesù in quanto ebreo [vedi: Gesù ebreo ], infatti, conosce perfettamente la Legge ebraica e parla a ebrei (i 12 apostoli) con continui e precisi riferimenti alla Torah. Il riferimento è, in particolare, al rito del Sacrificio Espiatorio (Lev. 1-7; Eb 13:10-13): in Lev 6:19,22 "Il sacerdote che l'offrirà (l'offerta di olocausto) per il peccato, la mangerà; dovrà essere mangiata in luogo santo. (...) Soltanto i maschi delle famiglie dei sacerdoti ne potranno mangiare; è cosa santissima."
Leggendo il racconto evangelico dell'Ultima Cena, sotto la luce di questa interpretazione, si legge un Gesù che si offre di essere Egli stesso la vittima sacrificale di un tipico rito ebraico (il Sacrificio Espiatorio).

## Analisi storica dei racconti dell'Ultima Cena

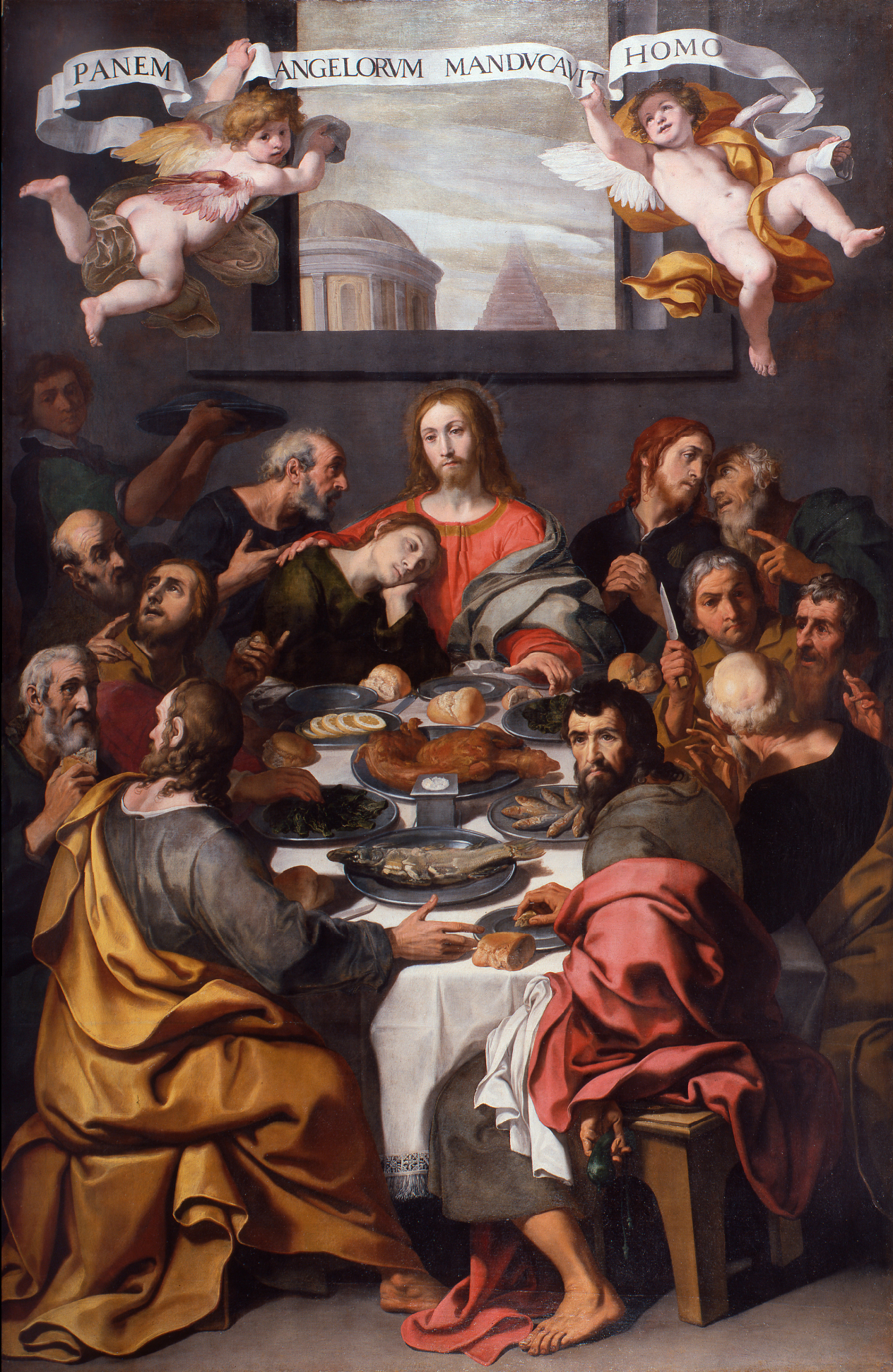
L'Ultima Cena di Daniele Crespi, Pinacoteca di Brera, Milano

Gli storici fanno risalire le tradizioni dell'Ultima cena al Gesù storico; importante in questo contesto è la testimonianza di Paolo di Tarso, che nella Prima lettera ai Corinzi afferma che la tradizione che ha ricevuto proviene direttamente «ἀπό τοῦ κυρίου», "dal Signore", intendendo il Gesù uomo.

### Discrepanze tra le versioni dei vangeli
Esistono alcune importanti discrepanze tra le narrazioni dell'Ultima cena di Gesù dei quattro vangeli, in particolare tra la narrazione del Vangelo secondo Marco (sulla quale si basano quelle di Matteo e di Luca) e quella del Vangelo secondo Giovanni. In breve, la principale differenza, per la quale sono stati proposti diversi tentativi di armonizzazione, è che in Marco l'ultima cena è la cena della Pesach, la Pasqua ebraica, in Giovanni è una normale cena consumata il giorno prima di Pesach.
In tutti i vangeli canonici, la passione di Gesù avviene in occasione della festa della Pasqua ebraica, la Pesach. Questa festa, che ricordava l'uscita degli Ebrei dall'Egitto narrata nel Libro dell'Esodo, prevedeva un giorno di preparazione alla festa, la cena della Pasqua e il giorno di Pasqua. Nel giorno di preparazione della Pasqua, gli Ebrei portavano un agnello al Tempio (o più frequentemente lo acquistavano lì) per farlo sacrificare, poi tornavano a casa e preparavano una cena particolare carica di simboli collegati all'esodo (carne di agnello, erbe amare per ricordare la schiavitù in Egitto, pane azzimo per ricordare la fretta nell'uscita dall'Egitto, e diverse coppe di vino rituali). Giunto il tramonto, che secondo la tradizione in vigore presso gli Ebrei indicava l'inizio del giorno di Pasqua, si consumava il pasto pasquale.
In Marco si dice chiaramente che le preparazioni per l'ultima cena avvennero il giorno prima di Pesach (14,12-16), e che si trattava della cena di Pesach, che viene consumata alla sera, quando è iniziato il giorno della Pesach (14,17-25). In Giovanni si dice esplicitamente che il pasto consumato è quello prima della festa di Pesach (13,1) e che il pasto di Pesach deve essere ancora consumato (13,29); inoltre si narra che coloro che arrestarono Gesù non vollero entrare nel pretorio di Pilato per non diventare ritualmente impuri e poter quindi mangiare il pasto di Pesach (18,28), e poi si dice esplicitamente che il giorno della morte di Gesù «era la Preparazione della Pasqua» (19,14).
Gli esegeti curatori del cattolico Nuovo Grande Commentario Biblico sottolineano che tale discrepanza tra le due cronologie, giovannea e sinottica, "suscita notevoli problemi" e ritengono che sia corretta solo quella riportata da Giovanni - ovvero che Gesù morì il giorno prima, quello della Preparazione, e non durante la Pasqua come indicato dai sinottici - anche "perché è difficile pensare che i sommi sacerdoti e gli scribi si siano comportati così come fecero, il primo giorno di Pasqua"; di analogo parere sono lo storico John Dominic Crossan, ex sacerdote cattolico e tra i cofondatori del Jesus Seminar, e lo storico e biblista protestante Rudolf Bultmann, come più sotto meglio precisato.
Vari tentativi di armonizzare le due cronologie sono state fatte nel corso della storia: il biblista e abate cattolico Giuseppe Ricciotti, per esempio, ipotizzò nel 1940, basandosi sul Libro dei Giubilei (un apocrifo ebraico del II secolo a.C.), che Gesù avesse fatto uso di un calendario (probabilmente quello dei farisei) diverso da quello dei sadducei, che avrebbero invece celebrato la Pasqua il giorno dopo. Tale tentativo di armonizzazione è rigettato oggi dalla maggioranza degli esegeti e lo stesso Papa Benedetto XVI afferma che esso si basa su fonti storiche troppo deboli per essere accettato.
Un'altra soluzione al problema, che ha invece riscosso un certo supporto tra gli studiosi, è quella proposta più di recente dal biblista e sacerdote cattolico John Paul Meier: egli ritiene che l'Ultima Cena non sarebbe stata un banchetto pasquale, ma una cena d'addio. Gesù, comprendendo che la sua morte era ormai imminente, avrebbe tenuto un banchetto finale con gli Apostoli e avrebbe istituito un gesto rituale (l'Eucaristia), con il quale essi avrebbero potuto ricordarsi di lui e portare avanti i suoi insegnamenti. Meier, concordando con i colleghi del Nuovo Grande Commentario Biblico, ritiene pertanto corretta solo la cronologia giovannea, mentre quella sinottica sarebbe una successiva elaborazione redazionale degli evangelisti Marco, Matteo e Luca per far coincidere la morte di Gesù con la Pasqua ebraica.
Il biblista e sacerdote cattolico Raymond Brown evidenzia, inoltre, come anche in merito alla predizione di Gesù del rinnegamento di Pietro durante l'Ultima Cena gli evangelisti non concordino: secondo "Luca e Giovanni la predizione ha luogo durante l'ultima cena ed è preceduta dalla dichiarazione di Pietro che egli vuole morire con Gesù", mentre invece per "Marco/Matteo questa ha luogo sulla strada verso il Getsemani in risposta di Gesù al verso Mc14,29; Mt26,33 e Pietro protesta che in eccezione egli non sarebbe stato scandalizzato. È seguita dall'affermazione di Pietro di voler morire con Gesù" e anche "alcuni studiosi, che accettano la storicità del rinnegamento, ritengono la predizione come formulata dopo l'evento (vaticinium ex eventu) per dare a Gesù lo status di profeta". 
Lo storico e biblista protestante Rudolf Bultmann ritiene non storici molti elementi presenti nella descrizione dell'ultima cena data dagli evangelisti, come l'invio dei discepoli per trovare il luogo della cena che viene poi loro mostrato da un uomo secondo un ricorrente motivo mitologico in cui "qualche creatura (spesso un animale) precede il viaggiatore e mostra lui la strada"; anche la presenza di un vassoio comune in tavola, invece che singoli piatti, è considerata da Bultmann un elemento non coerente con una cena di Pasqua ebraica ed egli ritiene che la descrizione data da Giovanni - che non considera questa una cena pasquale e che non menziona l'istituzione dell'eucaristia - faccia probabilmente riferimento a tradizioni più antiche rispetto ai sinottici. Lo stesso Bultmann evidenzia, inoltre, il carattere leggendario della rivelazione del traditore da parte di Gesù durante tale cena, dopo le preoccupate richieste dei discepoli, sottolineando anche come stranamente nessuno dei presenti reagisca a queste sue parole.
Il Vangelo secondo Giovanni dedica all'episodio dell'Ultima cena i capitoli dal 13 al 17 e presenta, come in vari altri punti dello stesso vangelo, quelle che gli storici definiscono "cuciture letterarie", ovvero delle incongruenze dovute allo stratificarsi di più fonti ed autori nella stesura del testo; il Vangelo secondo Giovanni fu l'ultimo dei vangeli canonici a essere composto, verso il 90-95 d.C. in greco, al di fuori della Palestina. Ad esempio, durante l'Ultima cena, i discepoli Pietro e Tommaso chiedono a Gesù dove sarebbe andato, eppure poco dopo - sempre durante la cena - lo stesso Gesù li rimprovera di non averglielo domandato. Inoltre, ai capitoli 13 e 14, nella stessa cena, Gesù tiene ai discepoli un lungo discorso e, alla fine, dice loro:«"Alzatevi, andiamo via di qui"»; subito dopo, però, come se non avesse appena espresso la volontà di andarsene, ricomincia un altro discorso che dura per ben 3 capitoli interi - 15, 16 e 17 - e, solo alla fine, dopo il commiato dai discepoli, esce con loro e va verso il monte degli Ulivi.

## Il Santo Cenacolo e le reliquie dell'Ultima Cena
Il luogo dove oggi si ricorda l'Ultima Cena è il Santo Cenacolo, situato sul Monte Sion, oltre le mura dell'odierna città vecchia di Gerusalemme. Il Santuario ha ospitato per diversi secoli un convento dei Frati Minori della Custodia di Terra Santa.
Tradizione vuole che la tavola sopra cui Gesù fece l'ultima cena con gli Apostoli sia conservata nella cappella della Casa Colonna, presso la Basilica di San Giovanni in Laterano (Roma).
Il Sacro Catino, secondo la tradizione cattolica, sarebbe invece il piatto usato da Cristo, conservato a Genova nel Museo del tesoro della cattedrale di San Lorenzo.

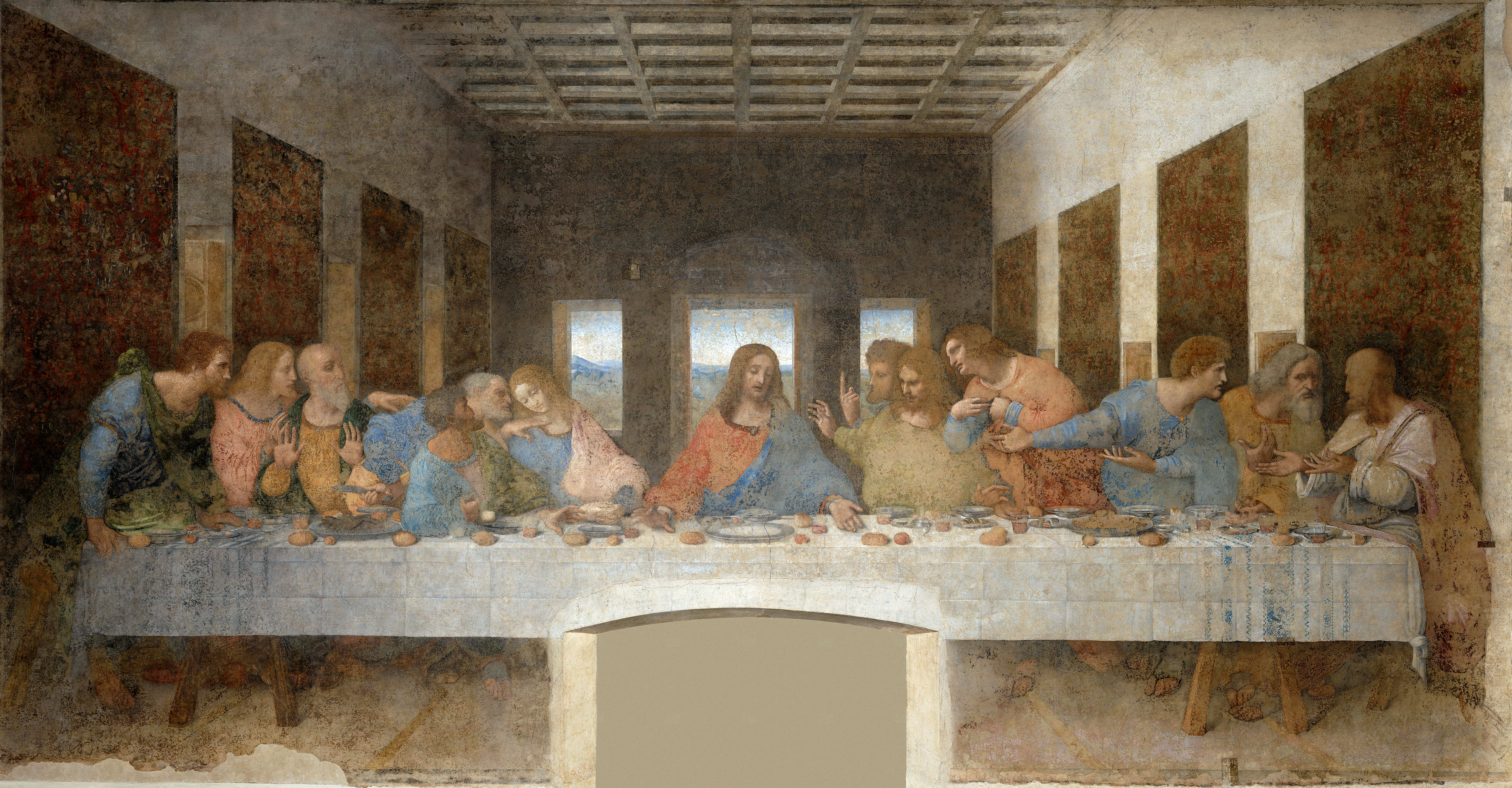
Il celeberrimo dipinto di Leonardo, refettorio del convento di Santa Maria delle Grazie, Milano